# Amindeo
Amindeo (gr. Αμύνταιο) – miejscowość w Grecji, w administracji zdecentralizowanej Epir-Macedonia Zachodnia, w regionie Macedonia Zachodnia, w jednostce regionalnej Florina. Siedziba gminy Amindeo. W 2011 roku liczyła 3671 mieszkańców.